# Allen Alexis
Allen Alexis ist eine österreichische Band aus Wien und Salzburg. Im Jahr 2013 war die Band für den Amadeus Austrian Music Award in der Kategorie Best Engineered Album mit dem Album Different Believers nominiert.

## Geschichte
Allen Alexis wurde 2009 vom DJ und Produzenten Philip Preuss und dem Musiker Günther Bernhart gegründet. Deren erste Single Here Tonight stieg auf Anhieb in die FM4 Radio Charts ein und sicherte der Band einen Platz auf der FM4 Soundselection 21. 2010 holte sich das Duo Musiker und Techno-Produzent Gerald Peklar als Verstärkung für die Produktion des Debütalbums in die Band. Zwischen 2010 und 2013 absolvierte die Band eine Vielzahl von Auftritten in Österreich, Deutschland und der Schweiz, um ihre Singles und das darauffolgende Debütalbum zu bewerben, unter anderem beim Waves Festival Vienna, beim Dockville Festival Hamburg, sowie beim Ahoi!Pop Festival Linz.
Von 2011 bis Ende 2012 wurde die Band bei ihren Liveauftritten von dem Schlagzeuger Josef Schmiderer unterstützt.

## Stil
Der musikalische Stil der Band ist sehr vielseitig und reicht von Elektropop über Punk und Techno bis hin zu Indieballaden. Außerdem wurde die Musik von Allen Alexis bereits mit der von Lily Allen, Prince, den Pet Shop Boys und Eurythmics verglichen. Die Tageszeitung Kurier bezeichnete das Debütalbum als „lockere Gesamtpopschau des letzten Vierteljahrhunderts: Disco und Club, Pop und Electro, 1980er und 2010er. Unaufgeregt zeitlos.“ Neben der musikalischen Vielseitigkeit ist die Band auch für die exzentrische Bühnenshows des Sängers Günther Bernhart bekannt.
„Die zu gleichen Teilen extravagante, wie eskalierende Show von Sänger Günther Bernhart unterstützt die Songs in vollen Zügen“ – KEVIN REITERER FÜR THEGAP.AT

## Diskografie

### Alben
- 2012: Different Believers (Lamb Lane Records)
- 2018: Song Man Follow Mind (Lamb Lane Records)

### Remixalben
- 2013: The Other Side (Vinyl, Freakadelle)[7][8]

### Singles und EPs
- 2010: Here Tonight (Estrela)
- 2010: Secrets of Love / Tell Me Why (Lamb Lane Records)
- 2011: Different Believers (Lamb Lane Records)
- 2012: Feeling Numb (Lamb Lane Records)
- 2012: Dunst (Lamb Lane Records)
- 2013: Who Cares (Lamb Lane Records)
- 2013: Over the Sea (Freakadelle)
- 2013: Magic Moments EP (Freakadelle)
- 2014: The Other Side EP (Freakadelle)
- 2015: Cold Retro (Lamb Lane Records)
- 2016: Diving Down (Lamb Lane Records)
- 2017: Song Man Follow Mind (Lamb Lane Records)

## Trivia
Allen Alexis Debütsingle Here Tonight wurde für die Titelmelodie der US-amerikanischen TV-Show Culture List gesampelt.